# 甲拉西乡
甲拉西乡，是中华人民共和国四川省甘孜藏族自治州新龙县曾经下辖的一个乡。撤销甲拉西乡，将其所属行政区域划归如龙镇管辖，如龙镇人民政府驻城区村下街24号。

## 行政区划
甲拉西乡撤销前下辖以下地区：
依西村、故西村、达日村、土古村、仁古村、曲格村、阿呷村、相秋村、应龙村、甲日村、格日村、黑日村、然拉村和也鲁村。